# Instituto Peabody
O Instituto Peabody é a escola de música e conservatório da Universidade Johns Hopkins. Tem sede em Baltimore, Maryland, e é considerado um dos melhores conservatórios dos Estados Unidos.
Fundado em 1857 pelo filantropo George Peabody, foi a primeira academia de música formalmente estabelecida nos Estados Unidos. Em 1977, o instituto foi formalmente considerado um centro de ensino da Universidade Johns Hopkins.